# Iximché

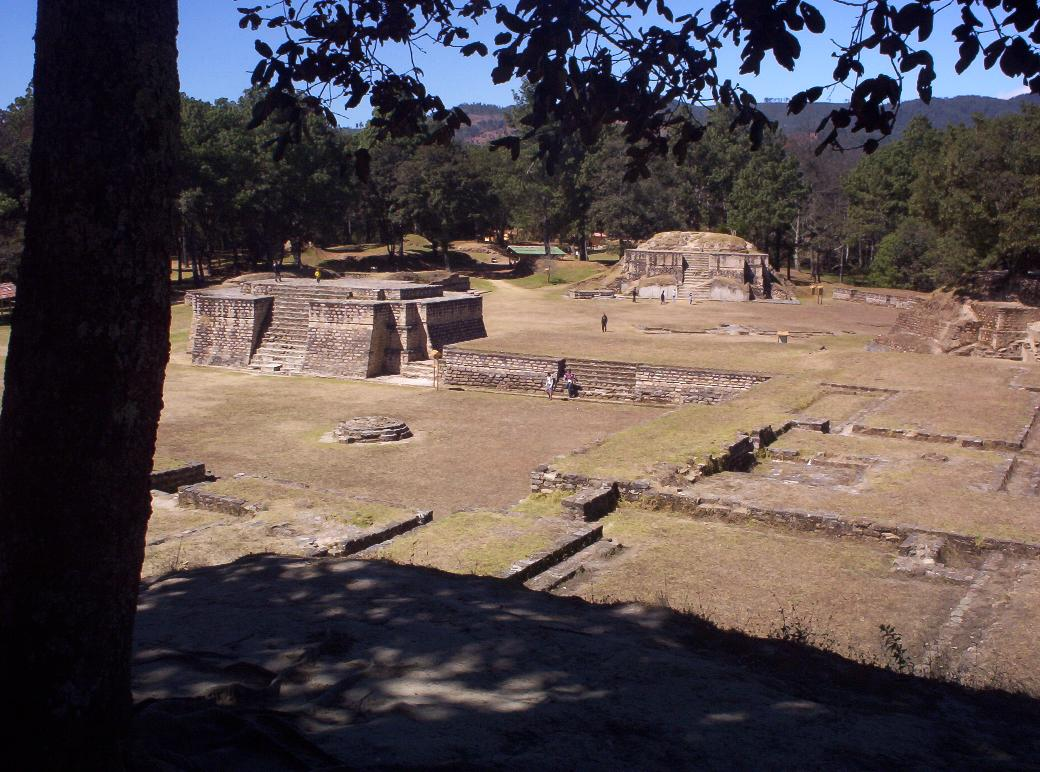
Ruiny miasta

Iximché – prekolumbijskie stanowisko archeologiczne położone w północno-zachodniej części departamentu Chimaltenango w Gwatemali, ok. 3 km na południe od miasta Tecpán. Stolica późnoklasycznego królestwa Majów z plemienia Kaqchikel.

## Nazwa
Nazwa miasta wywodzi się od majańskiej nazwy drzewa Brosimum alicastrum, i słów ixim i che, które oznaczają  „drzewo kukurydziane”. Z kolei przybyli na miejsce Hiszpanie nadali mu nazwę Gwatemala, którą zaczerpnęli od słowa Quauhtemallan pochodzącego z języka nahuatl i oznaczającego „zalesioną ziemię”. Ponieważ hiszpańscy konkwistadorzy założyli swoją pierwszą stolicę w Iximché, przyjęli dla niego nazwę w języku używanym przez ich meksykańskich sojuszników mówiących właśnie w języku nahuatl.

## Opis

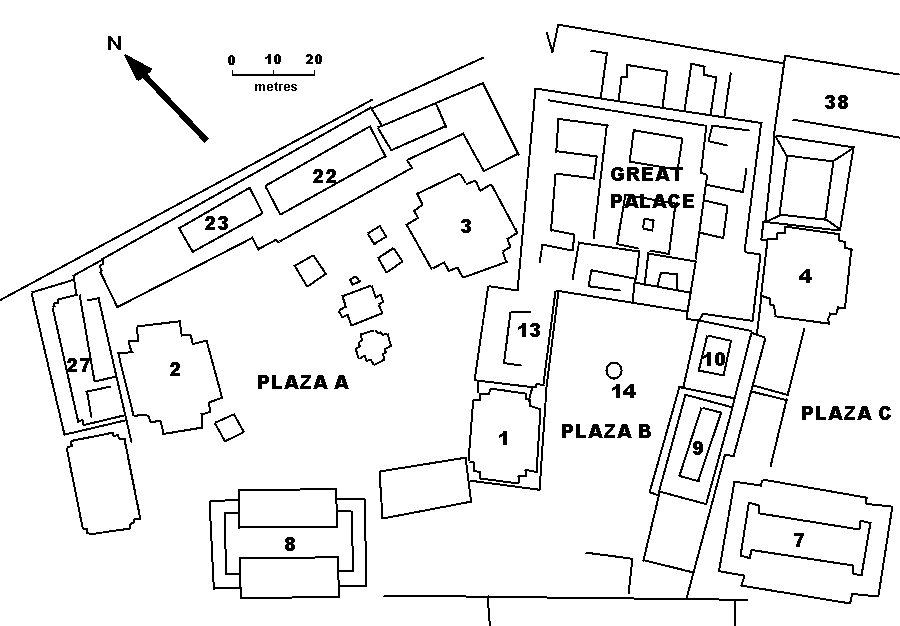
Mapa centrum miasta

Miasto położone jest w głębokimi wąwozie. Jego centrum od dzielnicy mieszkaniowej dzieli fosa obronna oraz mur. W jego obrębie znajdują się co najmniej dwie świątynie, pałace elit oraz dwa boiska do gry w piłkę. Budynki rozlokowane są wokół czterech dużych placów ceremonialnych (A, B, C i D) oraz dwóch mniejszych. Zbudowane są z kamienia, pierwotnie były również otynkowane i pomalowane, a część z nich ozdobiona była freskami w stylu Mixtec-Puebla. Budowle wzniesiono w tzw. stylu Epi-Toltec, jednak wyraźnie widać wpływy meksykańskie.

## Historia

### Wojny z Kicze
Wyżyny Gwatemali, przez lata były zdominowane przez ludy Kicze, Kaqchikel i Tzutuhil. Jednak w drugiej połowie XV wieku zaczęło dochodzić do konfliktów, zwłaszcza między dawniej sprzymierzonymi Kicze i Kaqchikel, co zmusiło tych ostatnich do wycofania się do obecnego departamentu Chimaltenango. Tam między 1470 a 1485 rokiem założyli swoją nową stolicę Iximché.
Obszerny opis pochodzenia i podbojów Kaqchikelów oraz historii ich miasta zawierają Roczniki Kaqchikelów (Anales de los Cakchiqueles), spisane wkrótce po hiszpańskim podboju Gwatemali.
Według zawartych tam relacji władcy Kaqchikel, Hun-Toh i Wuqu-Batzʼ służyli wielkiemu królowi Kicze, Kʼiqʼabowi z tak oddaną lojalnością, że nagrodził ich królewskimi tytułami Ahpo Sotzʼil i Ahpo Xahil oraz dał możliwość rządzenia swoim ludem. Jednak synowie Kʼiqʼaba stali się zazdrośni o rosnącą władzę Kaqchikelów i wzniecili bunt przeciwko ojcu, który poważnie nadszarpnął jego autorytet. W konsekwencji podbite przez Kicze ludy wykorzystały okazję i wyrwały się z jego zwierzchnictwa.
Również poważne konsekwencje miał drobny incydent, do którego doszło w stolicy Kicze, Qʼumarkaj. Jeden z wojowników tego ludu usiłował zabrać chleb kobiecie z plemienia Kaqchikel, która sprzedawała go na targu. Jednak kobieta odmówiła i przepędziła go kijem. W wyniku tego zdarzenia Kaqchikelowie zażądali stracenia wojownika, z kolei  arystokracja Kicze zażądała ukarania sprzedawczyni. Gdy Kaqchikelowie odmówili jej wydania, możnowładcy Kicze skazali Hun-Toha i Wuqu-Batzʼa na śmierć wbrew woli króla Kʼiqʼaba. Ten jednak ostrzegł Kaqchikelów i poradził im, by uciekli ze stolicy. Władcy wyprowadzili swoich ludzi ze stolicy Kicze i założyli własną stolicę w Iximché. Dokładna data tego wydarzenia nie jest znana, ale uważa się, że nastąpiło to między 1470 a 1485 rokiem. Kaqchikelowie porzucili natomiast swoją poprzednią stolicę Chiavar (przypuszczalnie to współczesne Chichicastenango), ponieważ znajdowała się ona zbyt blisko Qʼumarkaj.
Kʼiqʼab do końca życia powstrzymywał swoich możnowładców przed wznieceniem wojny z Kaqchikelami, dając swoim dawnym sojusznikom czas na założenie nowego królestwa i przygotowanie jego obrony. Po śmierci Hun-Toha, nowym władcą został jego syn Lahuh-Ah. Gdy zmarł w 1488 roku, jego następcą został Kablahuh-Tihax. Drugim współwładcą został syn Wuqu-Batzʼa, Oxlahuh-Tzʼ.
Obaj królowie około 1491 roku odnieśli zwycięstwo nad Kicze, gdy pojmali jego władców i złożyli w ofierze wraz z wysokiej rangi wojownikami oraz arystokracją. To jednak wywołało bunt dwóch klanów Kaqchikelów, Akahal i Tukuche, ale władcy dwa lata później zdławili rebelię.
23 lipca 1508 roku zmarł Oxlahuh-Tzʼiʼ, a jego następcą został jego syn Hun-Iqʼ. Natomiast Kablahuh-Tihax zmarł 4 lutego 1509 roku, a władzę przejął jego syn Lahuh-Noh. Przez kolejną dekadę nowi władcy kontynuowali wojny z królestwem Kicze. W 1512 roku aztecki władca Montezuma II wysłał posłańców do Kaqchikelów, ostrzegając przed przybyciem Hiszpanów na Jukatan.
W 1519 roku miasto nawiedziła plaga, która spowodowała wiele zgonów. Prawdopodobnie była to ospa przywieziona przez Hiszpanów. Po tym, jak aztecka stolica Tenochtitlán została zdobyta przez hiszpańskich konkwistadorów w 1521 roku, Kaqchikelowie wysłali posłańców do Hernána Cortésa z propozycją sojuszu.
11 sierpnia 1521 roku Belehe Qat i Cahi Imox zostali nowymi królami Iximché po śmierci poprzednich władców.

### Hiszpańska inwazja

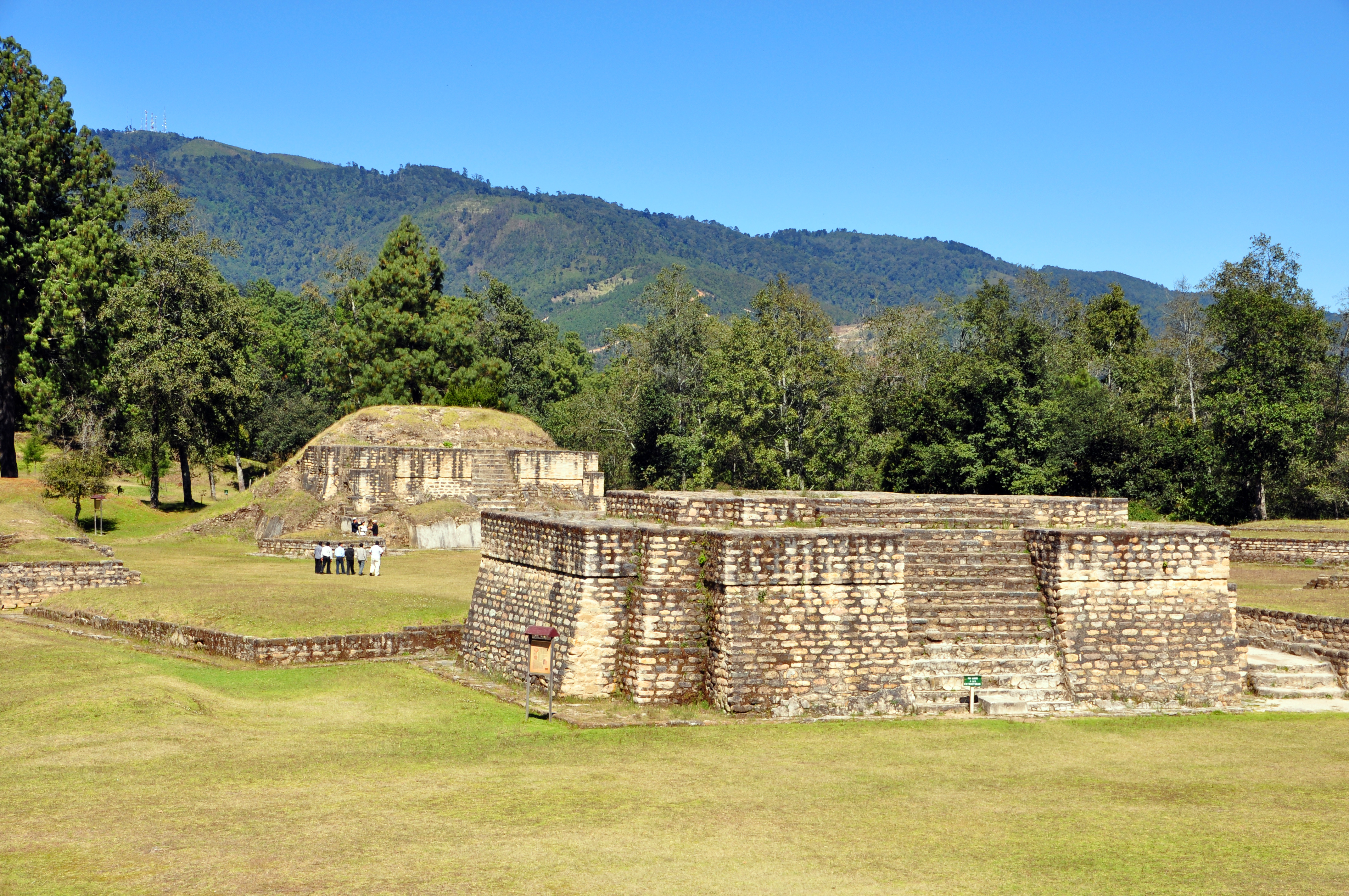
Ruiny świątyń

Kiedy w 1524 roku hiszpański konkwistador Pedro de Alvarado przybył na tereny dzisiejszej Gwatemali królestwa Majów były osłabione wewnętrznymi konfliktami i plagami chorób przywiezionych z Europy. Na początku 1524 roku całkowicie pokonał Kicze, zniszczył stolicę Qʼumarkaj oraz stracił jego władców. Królowie Iximché postanowili wejść w sojusz z Hiszpanami i wspomóc ich swoimi wojownikami w pokonaniu sąsiedniego królestwa Tzʼutuhil. Konkwistadorzy zatrzymali się w Iximché jedynie na krótko po czym ruszyli w dalej. Do stolicy Kaqchikelów powrócili 23 lipca 1524 roku.
Szybko zaczęli domagać się w hołdzie złota, co pogorszyło dotychczasowy sojusz, a w ostateczności doprowadziło do jego zerwania i wojny. W wyniku tego część mieszkańców porzuciła miasto i uciekła do lasów oraz na wzgórza.
Kilka lat później, 9 lutego 1526 roku, grupa szesnastu hiszpańskich dezerterów spaliła pałac królewski, splądrowała świątynie i uprowadziła kapłana, o co Kaqchikelowie oskarżyli Pedro de Alvarado.
W tym samym roku konkwistador Bernal Díaz del Castillo wraz z innymi członkami wyprawy Hernána Cortésa do Hondurasu zatrzymał się w Iximché. Według jego opisu domy w mieście wciąż były w doskonałym stanie. Była to ostatnia relacja z zamieszkałego jeszcze miasta.